# Plage de la Barceloneta
Ne doit pas être confondu avec Plage de la Barceloneta (Picasso).
La plage de la Barceloneta (officiellement: Platja de la Barceloneta) est la plus ancienne et la plus célèbre des plages de Barcelone. 
Popularisée par le tableau de Picasso intitulé Plage de la Barceloneta, la plage devient célèbre au niveau international dans les années 1930 durant la guerre d'Espagne par le biais de la photographie de Gerda Taro, Soldate républicaine à Barcelone, prise sur la plage du Somorrostro, dans la section nord de la plage.
La plage est remodelée à l'occasion des Jeux olympiques de 1992. Elle devient, dès lors, l'un des hauts lieux du tourisme international.

## Localisation et accès
La plage se situe dans le quartier de la Barceloneta (Ciutat Vella). 
Elle est accessible par la station de métro Barceloneta (métro de Barcelone) de la ligne 4.

## Description
Mitoyenne de la plage de Sant Sebastià et la plage de la Victoire, elle est l'une des plus longues (1100 mètres). Avec sa voisine, la plage de Sant Sebastià, elle est l'une des plus anciennes et de tradition de la ville, et aussi l'une des préférées par les touristes.
Elle dispose d'équipements de loisirs comme des terrains de volley-ball, zone de jeux, etc. Elle dispose d'une aire nudiste et compte une station de métro assez proche, la station de Barceloneta et celle de Ciutadella. Elle est proche du parc de la Ciutadella.

## Arts
- Plage de la Barceloneta, tableau du peintre Pablo Picasso, réalisé en 1896[2] ;
- Soldate républicaine à Barcelone, photographie de Gerda Taro (1936) sur la plage du Somorrostro durant la guerre d'Espagne ;

## Établissements publics
- Hôpital de la Mer, centre hospitalier barcelonais popularisé par le film Tout sur ma mère (1999), de Pedro Almodóvar, avec les actrices Penélope Cruz, Cecilia Roth Marisa Paredes et Antonia San Juan.
- Musée d'histoire de Catalogne

## Mémoire de laguerre d'Espagne
- Plage du Somorrostro
- Miquel Pedrola (1917-1936), soldat de la guerre d'Espagne, né à La Barceloneta. Une rue porte son nom à la Barceloneta[3].

## Galerie d'images

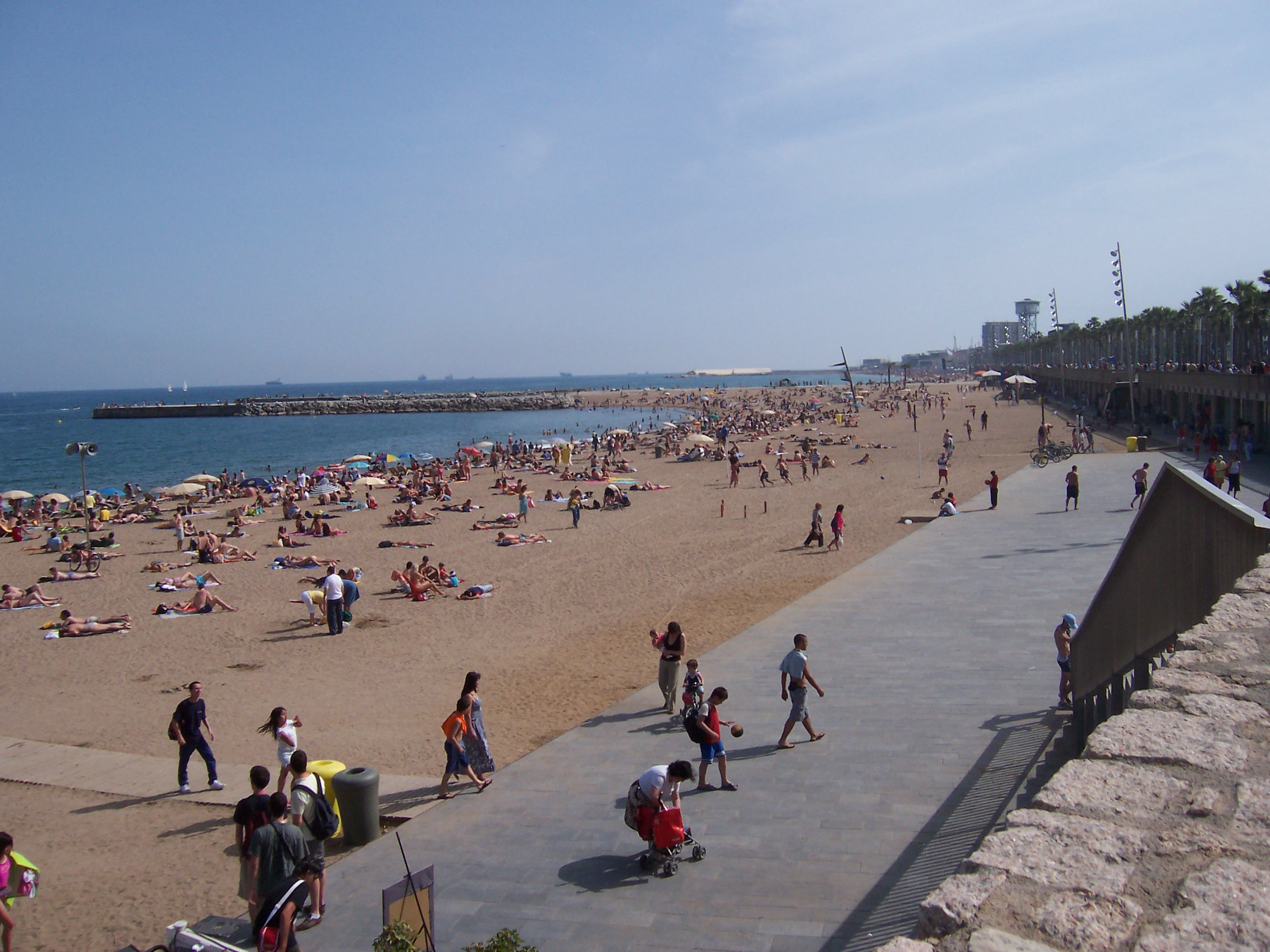
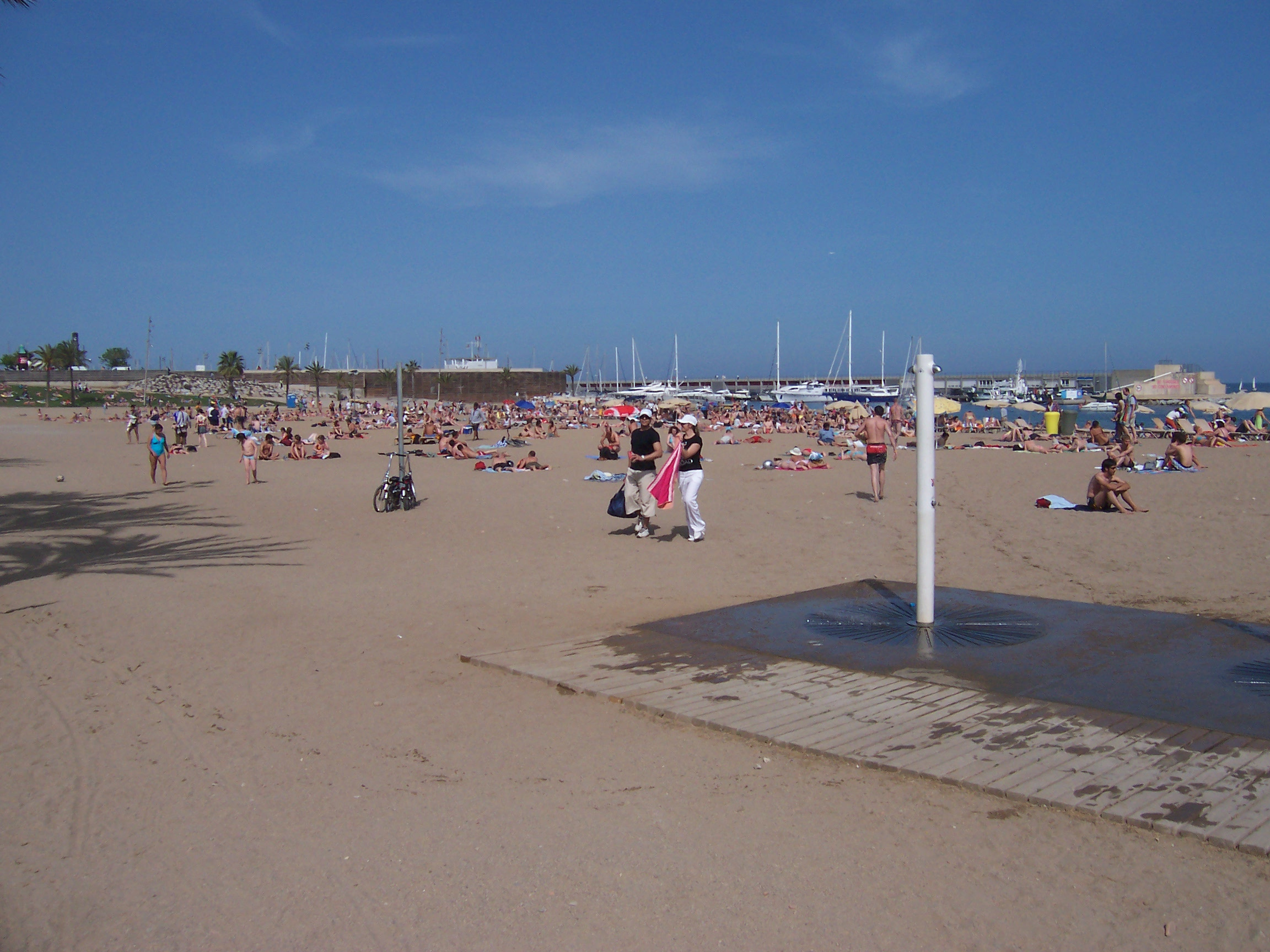
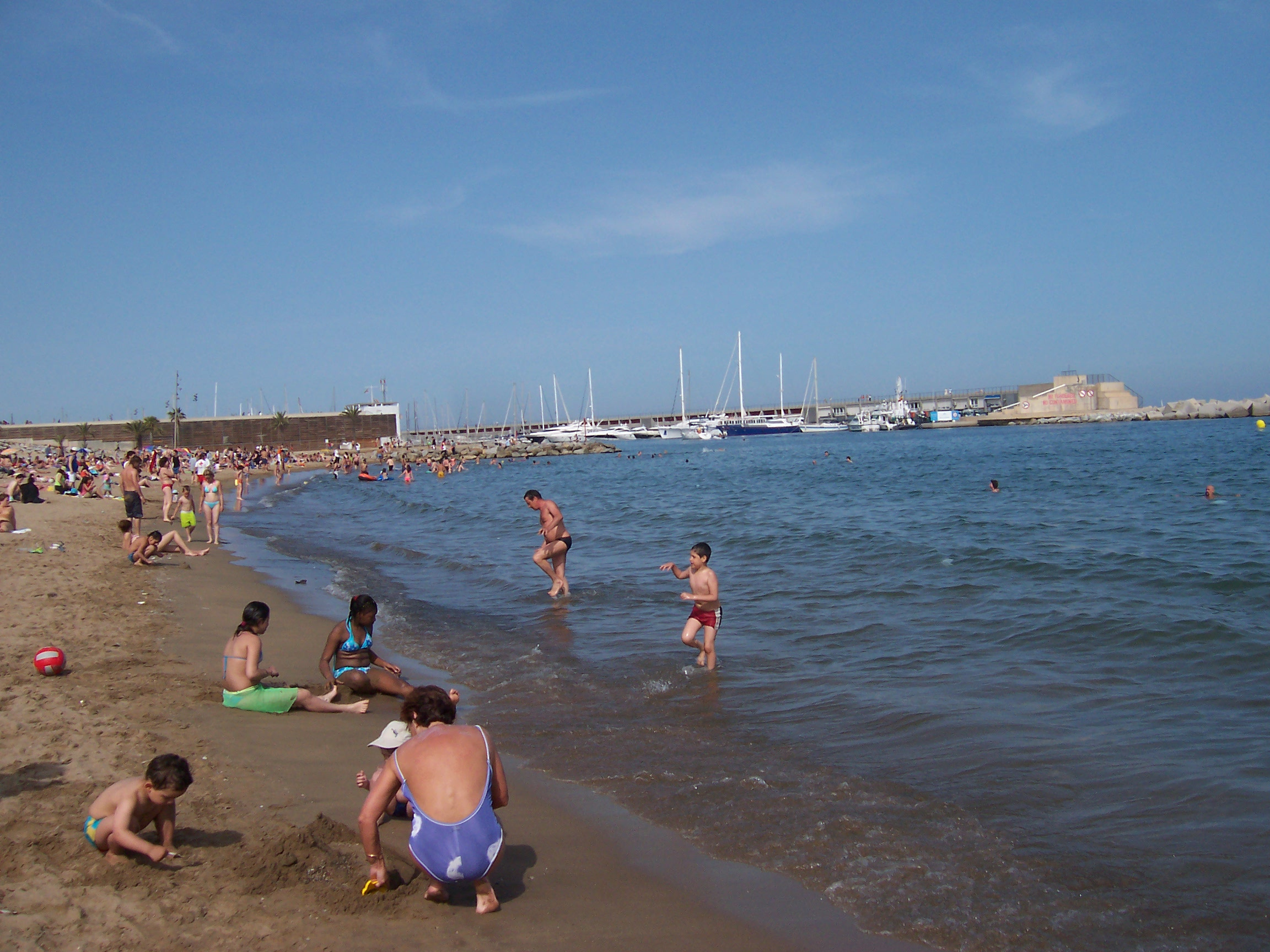
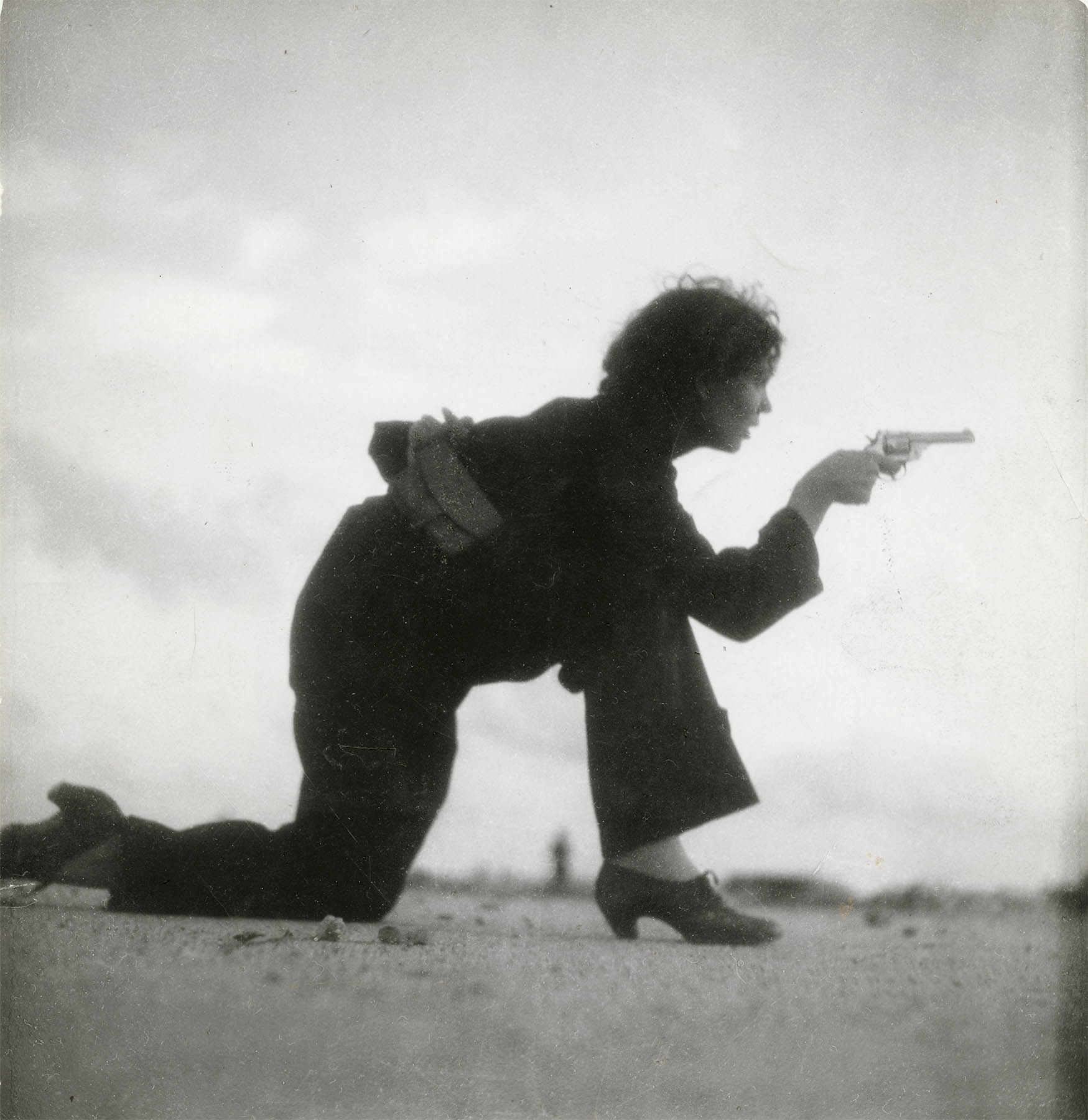
Soldate républicaine à Barcelone, photographie de Gerda Taro en 1936